# Basso Garda
Basso Garda este o arie protejată (arie specială de conservare — SAC, sit de importanță comunitară — SCI, arie de protecție specială avifaunistică — SPA) din Italia întinsă pe o suprafață de 1.431 ha, integral pe uscat.

## Localizare
Centrul sitului Basso Garda este situat la coordonatele 45°27′51″N 10°40′55″E / 45.464167°N 10.681944°E.

## Înființare
Situl Basso Garda a fost declarat sit de importanță comunitară în septembrie 1995 pentru a proteja 32 de specii de animale. Alte tipuri de protecție:
- arie de protecție specială avifaunistică (în august 2003)
- arie specială de conservare (în iulie 2018)[1][2][3]

## Biodiversitate
Situată în ecoregiunea continentală, aria protejată conține 1 habitat natural: Lacuri eutrofice naturale cu vegetație de tip Magnopotamion sau Hydrocharition.
La baza desemnării sitului se află mai multe specii protejate:
- păsări (29): lăcar mare (Acrocephalus arundinaceus), lăcar-de-lac (Acrocephalus scirpaceus), rață sulițar (Anas acuta), rață-cu-cap-castaniu (Aythya ferina), rața moțată (Aythya fuligula), Aythya marila, rață roșie (Aythya nyroca), buhai de baltă (Botaurus stellaris), Bucephala clangula, cufundar polar (Gavia arctica), stârc pitic (Ixobrychus minutus), pescăruș sur (Larus canus), pescăruș negricios (Larus fuscus), rață catifelată (Melanitta fusca), rață neagră (Melanitta nigra), ferestrașul mare (Mergus merganser), Mergus serrator, rață cu ciuf (Netta rufina), vultur pescar (Pandion haliaetus), Phalacrocorax carbo sinensis, corcodel-urechiat (Podiceps auritus), corcodel mare (Podiceps cristatus), corcodel-cu-gât-roșu (Podiceps grisegena), corcodel-cu-gât-negru (Podiceps nigricollis), cristei de baltă (Rallus aquaticus), Spatula clypeata, rață cârâitoare (Spatula querquedula), Stercorarius longicaudus, lup de mare mic (Stercorarius parasiticus)
- amfibieni (1): izvoraș-cu-burta-galbenă (Bombina variegata)
- pești (2): Alosa agone, Salmo marmoratus

Pe lângă speciile protejate, pe teritoriul sitului au mai fost identificate 1 specie de pești.